# بنیاد موزیلا
بنیاد موزیلا (به انگلیسی: Mozilla Foundation) (نماد moz://a) یک سازمان غیرانتفاعی است که با هدف پشتیبانی و هدایت پروژه متن‌باز موزیلا بنا نهاده شده‌است. این بنیاد که در سال ۲۰۰۳ میلادی شروع به کار کرد، وظیفه تعیین سیاست‌های مربوط به توسعه، زیرساخت‌های اصلی و کنترل نشان تجاری و مسائل مربوط به حق تکثیر را بر عهده دارد. این بنیاد صاحب شرکت موزیلا نیز هست. شرکت موزیلا کارفرمای بسیاری از توسعه‌دهندگان موزیلا و مسئول انتشار مرورگر وب موزیلا فایرفاکس و رایانامه‌خوان موزیلا تاندربرد است. این شرکت به‌صورت کامل در اختیار بنیاد موزیلا قرارداد و از سیاست‌های ناسودبَریِ آن پیروی می‌کند. بنیاد موزیلا توسط بنیادی به همین نام که با شرکت نت‌اسکیپ همکاری می‌کرد، بنیان نهاده شد. این بنیاد هم‌اکنون در دره سیلیکون شهر مانتین ویو در ایالت کالیفرنای ایالات متحده واقع شده‌است.
بنیاد موزیلا خود را با این عنوان معرفی می‌کند: «سازمانی ناسودبَر که آزادی، نوآوری و مشارکت در اینترنت را ترویج می‌دهد». سیاست‌های این بنیاد در جهت پیروی از مانیفست موزیلاست. این مانیفست شامل ۱۰ ماده است که به باور موزیلا برای اهداف آزادی، نوآوری و مشارکت در اینترنت ضروری هستند.

## تاریخچه
با عدم تمایل AOL در مشارکت در پروژه‌های بنیاد موزیلا، که به عنوان زیرمجموعه‌ای از شرکت نت اسکیپ اداره می‌شد، AOL در سال ۲۰۰۳ میلادی با کمکی ۲ میلیون دلاری بنیاد موزیلا را مستقل ساخت. بر این اساس با انحلال بنیاد موزیلا، بنیاد موزیلا، توسعه محصولات خویش را در ذیل شرکت همکاری موزیلا ادامه داد.

## محصولات

### مجموعه نرم‌افزاری موزیلا
با بنیان شرکت همکاری موزیلا، مجموعه نرم‌افزار اینترنتی موزیلا در قالب دو محصول جدید، مرورگر اینترنتی فایرفاکس و سرویس ایمیل‌خوان موزیلا تاندربرد عرضه شد. با این حال در ذیل انجمن سی‌مانکی، بنیاد موزیلا توسعهٔ مستقل مجموعه نرم‌افزار اینترنتی موزیلا را با نام سی‌مانکی دنبال می‌کند.

### موزیلا فایرفاکس
موزیلا فایرفاکس (به انگلیسی: Mozilla Firefox) مرورگر وب آزاد و متن‌باز که از مجموعه نرم‌افزار اینترنتی موزیلا مشتق شده‌است و توسط شرکت همکاری موزیلا توسعه می‌یابد. بر اساس آمار در ماه می ۲۰۱۴، این مرورگر اینترنتی ۲۴٫۹٪ از کاربران اینترنت را به خود اختصاص داده‌است.

### موزیلا تاندربرد
موزیلا تاندربرد (به انگلیسی: Mozilla Thunderbird) ایمیل خوان، اخبارخوان آزاد و متن‌باز، که از مجموعه نرم‌افزار اینترنتی موزیلا مشتق شده‌است و توسط شرکت همکاری موزیلا توسعه می‌یابد.

### سی مانکی
سی‌مانکی (به انگلیسی: Seamonkey) مجموعه نرم‌افزار اینترنتی چندپلتفرمی آزاد و متن‌باز است، و توسط انجمن سی‌مانکی توسعه میابد. این مجموعه نرم‌افزاری جایگزین مجموعه نرم‌افزار اینترنتی موزیلا می‌باشد.

### فایرفاکس اواس
فایرفاکس اواس (به انگلیسی: Firefox OS) سیستم‌عاملی آزاد و متن‌باز برای تلفن‌های هوشمند می‌باشد که بر روی هستهٔ لینوکس توسعه می‌یابد.

### موزیلا سان برد
سان برد (به انگلیسی: Mozilla Sunbird) یک برنامه تقویم آزاد و منبع‌باز متوقف شده است که توسط بنیاد موزیلا، سان مایکروسیستمز و بسیاری از داوطلبان توسعه یافته است.

## درآمد
این بنیاد بیشترین دریافت مالی را در ذیل قراردادی با گوگل برای تنظیم خدمات جستجوی گوگل به عنوان موتور جستجوی پیش‌فرض در محصولات خود دارد. این رقم برای قرارداد منعقدشده در سال ۲۰۱۱ میلادی بنا بر اعلام بنیاد، بالغ بر ۳۰۰ میلیون دلار بود.